# مجمع البحرین و مطلع النیرین
مَجمعُ الْبَحْرَیْن و مَطلَعُ النَّیِّرَیْن معروف به مجمع البحرین کتابی از فخرالدین طریحی راجع به واژه‌شناسی قرآن و حدیث است. این کتاب را اولین اثر شیعی در شرح کلمات مشکل قرآن و حدیث می‌دانند.
نویسنده سعی کرده تا جای ممکن احادیث و آیات مرتبط را حتی از منابع اهل سنت در توضیح لغات بیاورد.